# 阿爾托斯 (巴拉圭)
阿爾托斯（西班牙語：Altos），是巴拉圭的城鎮，位於該國中部，由科迪勒拉省負責管轄，始建於1538年8月10日，面積92平方公里，海拔高度207米，2002年人口13,114，人口密度每平方公里73人。